# Pré-Saint-Évroult
Pour les articles homonymes, voir Pré (homonymie).
Pré-Saint-Évroult est une commune française située dans le département d'Eure-et-Loir en région Centre-Val de Loire.

## Géographie

### Situation
Ce village fait partie de la Beauce, une plaine importante. Les quelques dénivelés à proximité sont ceux de deux cours d'eau, la Conie et le Loir (mais aucun des deux ne passe dans cette commune), et d'anciennes petites carrières ayant laissé un creux. Les grands terrains sont utilisés quasi exclusivement pour des cultures : le blé, le maïs et le colza sont très présents.
Certaines personnes élèvent des animaux en petit nombre (moutons, volaille). Les terrains couverts d'arbres sont peu nombreux et restent présents juste pour aider les animaux, et éclater le vent. Même si l'agriculture est quasiment omniprésente, sur une année il ne pleut pas beaucoup, et l'arrosage est nécessaire.

Situation géographique
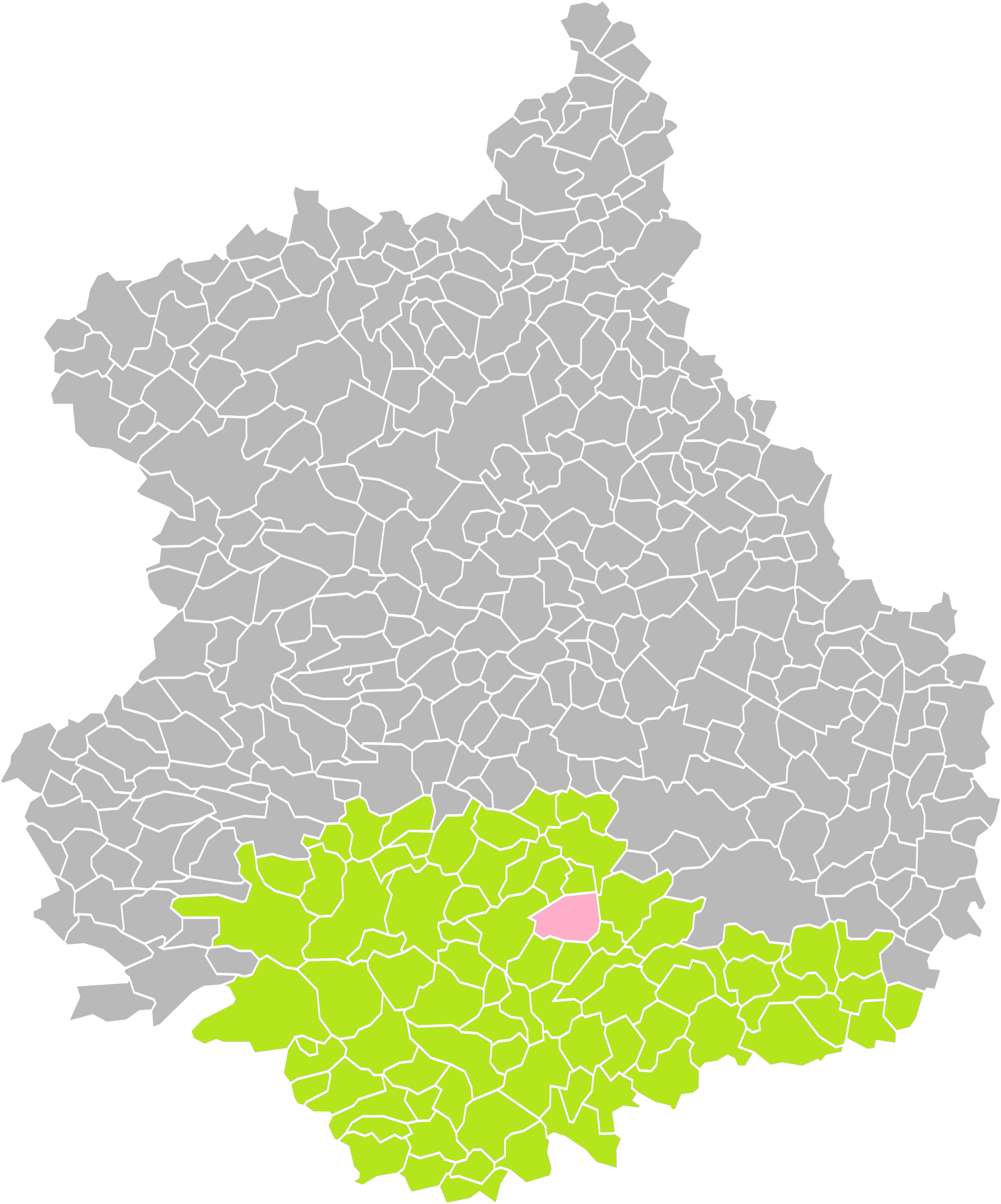
Pré-Saint-Évroult dans son arrondissement.
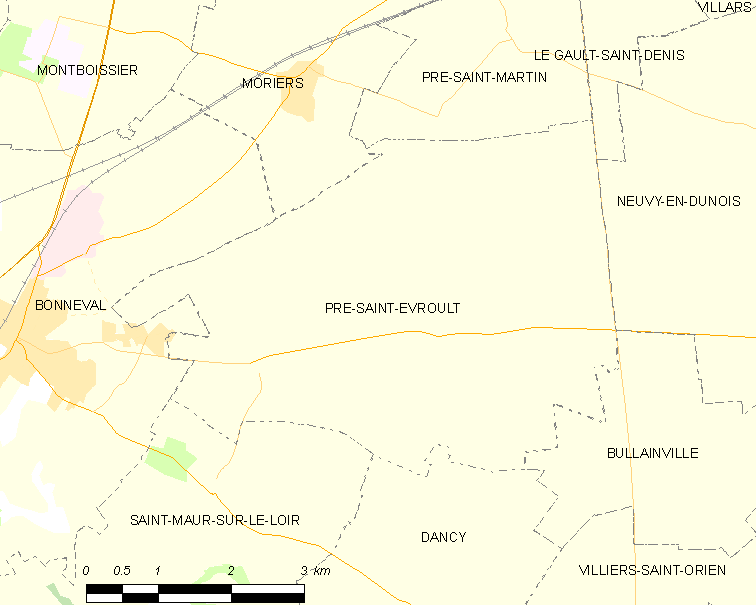
Carte de la commune de Pré-Saint-Évroult.

### Communes limitrophes
| Moriers,Montboissier   | Pré-Saint-Martin  | Le Gault-Saint-Denis |
| Bonneval               | Pré-Saint-Évroult | Neuvy-en-Dunois      |
| Saint-Maur-sur-le-Loir | Dancy             | Bullainville         |

### Lieux-dits
- le Moulin à vent.
- le Moulin de Pré.
- le Boulay qui fut donné à l'abbaye de Bonneval par Philippe Ier, roi de France au XIe siècle.
- Mézières, son nom est cité sous le nom de Macerioe dès l'an 615[1].
- Touraille, son nom apparaît vers 1080, dans le cartulaire de l'abbaye Saint-Père-en-Vallée de Chartres.
- Gérainville (Jerani Villa) et Vilsix (Villa Situla) auraient été deux villas gallo-romaines. Toutefois, les plus anciens textes ne citent le premier qu'en 1156 et le second qu'en 960 (chapitre de l'abbaye Saint-Florentin de Bonneval).

### Climat
Le climat qui caractérise la commune est qualifié, en 2010, de « climat océanique dégradé des plaines du Centre et du Nord », selon la typologie des climats de la France qui compte alors huit grands types de climats en métropole. En 2020, la commune ressort du type « climat océanique altéré » dans la classification établie par Météo-France, qui ne compte désormais, en première approche, que cinq grands types de climats en métropole. Il s’agit d’une zone de transition entre le climat océanique, le climat de montagne et le climat semi-continental. Les écarts de température entre hiver et été augmentent avec l'éloignement de la mer. La pluviométrie est plus faible qu'en bord de mer, sauf aux abords des reliefs.
Les paramètres climatiques qui ont permis d’établir la typologie de 2010 comportent six variables pour les températures et huit pour les précipitations, dont les valeurs correspondent aux données mensuelles sur la normale 1971-2000. Les sept principales variables caractérisant la commune sont présentées dans l'encadré ci-après.
| Paramètres climatiques communaux sur la période 1971-2000 - Moyenne annuelle de température : 10,7 °C - Nombre de jours avec une température inférieure à −5 °C : 3 j - Nombre de jours avec une température supérieure à 30 °C : 3,7 j - Amplitude thermique annuelle : 14,7 °C - Cumuls annuels de précipitation : 631 mm - Nombre de jours de précipitation en janvier : 10,4 j - Nombre de jours de précipitation en juillet : 7,4 j |

Avec le changement climatique, ces variables ont évolué. Une étude réalisée en 2014 par la Direction générale de l'Énergie et du Climat complétée par des études régionales prévoit en effet que la  température moyenne devrait croître et la pluviométrie moyenne baisser, avec toutefois de fortes variations régionales. La station météorologique de Météo-France installée sur la commune et mise en service en 1995 permet de connaître l'évolution des indicateurs météorologiques. Le tableau détaillé pour la période 1981-2010 est présenté ci-après.
| Mois                                  | jan.           | fév.           | mars           | avril         | mai           | juin          | jui.          | août          | sep.           | oct.          | nov.           | déc.             | année      |
| ------------------------------------- | -------------- | -------------- | -------------- | ------------- | ------------- | ------------- | ------------- | ------------- | -------------- | ------------- | -------------- | ---------------- | ---------- |
| Température minimale moyenne (°C)     | 1              | 1,4            | 2,8            | 4,4           | 8,2           | 10,8          | 12,4          | 12,6          | 9,7            | 7,6           | 3,9            | 1,4              | 6,4        |
| Température moyenne (°C)              | 3,6            | 4,8            | 7,4            | 10            | 13,6          | 16,9          | 18,9          | 19,1          | 15,6           | 12,1          | 7,1            | 3,9              | 11,1       |
| Température maximale moyenne (°C)     | 6,3            | 8,3            | 12             | 15,5          | 19,1          | 23,1          | 25,4          | 25,5          | 21,5           | 16,6          | 10,3           | 6,4              | 15,9       |
| Record de froid (°C) date du record   | −13,7 07.01.09 | −17,3 07.02.12 | −12,3 01.03.05 | −4,8 11.04.03 | −0,9 06.05.19 | 1,9 04.06.01  | 5,7 07.07.20  | 3 29.08.1998  | 0,4 15.09.1997 | −4 30.10.1997 | −13,7 30.11.10 | −10,8 29.12.1996 | −17,3 2012 |
| Record de chaleur (°C) date du record | 14,6 12.01.04  | 19,8 27.02.19  | 23,2 30.03.17  | 28,2 21.04.18 | 30,1 28.05.17 | 36,9 29.06.19 | 41,1 25.07.19 | 40,1 10.08.03 | 34,1 14.09.20  | 29 01.10.11   | 20,9 07.11.15  | 16,5 07.12.00    | 41,1 2019  |
| Précipitations (mm)                   | 46             | 41,4           | 42,8           | 47,6          | 51,6          | 46            | 61,5          | 48,1          | 38,1           | 58,3          | 56,1           | 59,9             | 597,4      |

## Urbanisme

### Typologie
Au 1er janvier 2024, Pré-Saint-Évroult est catégorisée commune rurale à habitat très dispersé, selon la nouvelle grille communale de densité à 7 niveaux définie par l'Insee en 2022.
Elle est située hors unité urbaine. Par ailleurs la commune fait partie de l'aire d'attraction de Chartres, dont elle est une commune de la couronne,. Cette aire, qui regroupe 117 communes, est catégorisée dans les aires de 50 000 à moins de 200 000 habitants,.

### Occupation des sols
L'occupation des sols de la commune, telle qu'elle ressort de la base de données européenne d’occupation biophysique des sols Corine Land Cover (CLC), est marquée par l'importance des territoires agricoles (100 % en 2018), une proportion identique à celle de 1990 (100 %). La répartition détaillée en 2018 est la suivante : 
terres arables (100 %). L'évolution de l’occupation des sols de la commune et de ses infrastructures peut être observée sur les différentes représentations cartographiques du territoire : la carte de Cassini (XVIIIe siècle), la carte d'état-major (1820-1866) et les cartes ou photos aériennes de l'IGN pour la période actuelle (1950 à aujourd'hui).

### Risques majeurs
Le territoire de la commune de Pré-Saint-Évroult est vulnérable à différents aléas naturels : météorologiques (tempête, orage, neige, grand froid, canicule ou sécheresse), inondations, mouvements de terrains et séisme (sismicité très faible). Il est également exposé à un risque technologique, le transport de matières dangereuses. Un site publié par le BRGM permet d'évaluer simplement et rapidement les risques d'un bien localisé soit par son adresse soit par le numéro de sa parcelle.

#### Risques naturels
Certaines parties du territoire communal sont susceptibles d’être affectées par le risque d’inondation par débordement de cours d'eau, notamment l'Eure et le ruisseau de l'Étang Chaud. La commune a été reconnue en état de catastrophe naturelle au titre des dommages causés par les inondations et coulées de boue survenues en 1999 et 2021,.

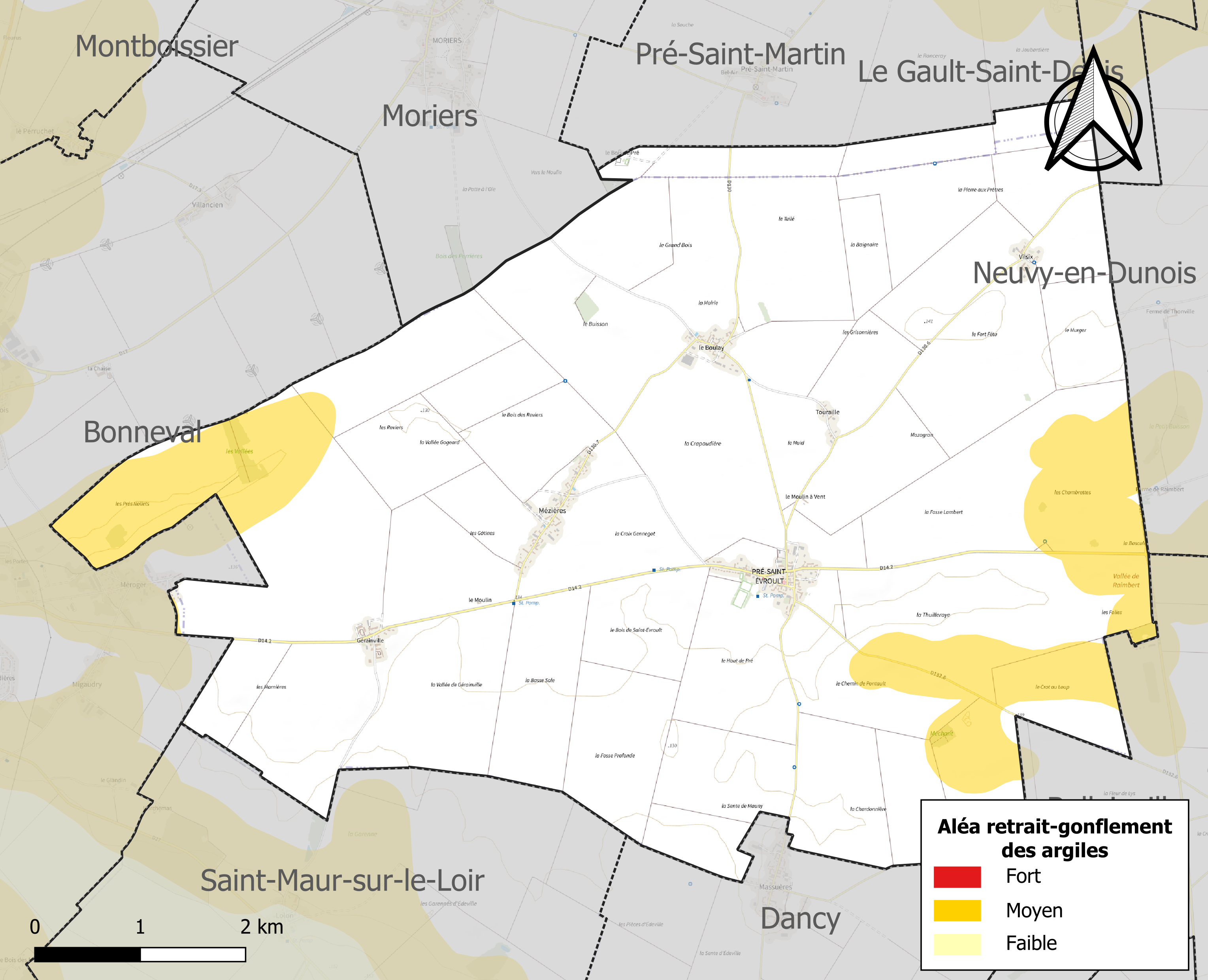
Carte des zones d'aléa retrait-gonflement des sols argileux de Pré-Saint-Évroult.

Les mouvements de terrains susceptibles de se produire sur la commune sont des affaissements et effondrements liés aux cavités souterraines. L'inventaire national des cavités souterraines permet de localiser celles situées sur la commune.
Le retrait-gonflement des sols argileux est susceptible d'engendrer des dommages importants aux bâtiments en cas d’alternance de périodes de sécheresse et de pluie. 12,2 % de la superficie communale est en aléa moyen ou fort (52,8 % au niveau départemental et 48,5 % au niveau national). Sur les 161 bâtiments dénombrés sur la commune en 2019, 0 sont en aléa moyen ou fort, soit 0 %, à comparer aux 70 % au niveau départemental et 54 % au niveau national. Une cartographie de l'exposition du territoire national au retrait gonflement des sols argileux est disponible sur le site du BRGM,.
Concernant les mouvements de terrains, la commune a été reconnue en état de catastrophe naturelle au titre des dommages causés par des mouvements de terrain en 1999.

#### Risques technologiques
Le risque de transport de matières dangereuses sur la commune est lié à sa traversée par des infrastructures routières ou ferroviaires importantes ou la présence d'une canalisation de transport d'hydrocarbures. Un accident se produisant sur de telles infrastructures est en effet susceptible d’avoir des effets graves au bâti ou aux personnes jusqu’à 350 m, selon la nature du matériau transporté. Des dispositions d’urbanisme peuvent être préconisées en conséquence.

## Toponymie
Sa première mention est Perroi vers 1250 désignant un « lieu pierreux », Sanctus Ebrulfus, Ebrulpi en 1365, Peroy Saint Evroult vers 1450, Saint Evrol en 1502, Evrol en 1606.
C'est à la suite du déroulement régulier d'un pèlerinage de Saint Évroult que le nom devint Pré Saint Évroult, sans doute aux alentours du XVIIe siècle, à l'époque de la translation des reliques du saint depuis l'abbaye mère dans l'Orne.
Durant la période de la Révolution française, le village fut renommé « Pré-Nouveau ». De cette période, il reste un ancien bâtiment appartenant à la commune se nommant la salle Messidor. Le nom de Pré-Saint-Évroult revint moins d'une décennie après. Un très important et célèbre pèlerinage avait lieu, tous les ans, entre l'Ascension et la Pentecôte, de nos jours, il a lieu le dimanche qui suit l'Ascension.

## Politique et administration

### Liste des maires
En 1870, le maire est F. Ferron. 
| Période                                  | Période        | Identité       | Étiquette | Qualité     |
| ---------------------------------------- | -------------- | -------------- | --------- | ----------- |
| Mars 2008                                | 3 Juillet 2020 | Jacques Fouqué | DVD       | Agriculteur |
| 3 Juillet 2020                           | En cours       | Joël Lamy      |           |             |
| Les données manquantes sont à compléter. |                |                |           |             |

## Population et société

### Démographie
L'évolution du nombre d'habitants est connue à travers les recensements de la population effectués dans la commune depuis 1793. Pour les communes de moins de 10 000 habitants, une enquête de recensement portant sur toute la population est réalisée tous les cinq ans, les populations de référence des années intermédiaires étant quant à elles estimées par interpolation ou extrapolation. Pour la commune, le premier recensement exhaustif entrant dans le cadre du nouveau dispositif a été réalisé en 2006.

En 2022, la commune comptait 286 habitants, en évolution de −3,7 % par rapport à 2016 (Eure-et-Loir : −0,23 %, France hors Mayotte : +2,11 %).
| 1793 | 1800 | 1806 | 1821 | 1831 | 1836 | 1841 | 1846 | 1851 |
| ---- | ---- | ---- | ---- | ---- | ---- | ---- | ---- | ---- |
| 441  | 478  | 444  | 483  | 544  | 591  | 556  | 566  | 561  |

| 1856 | 1861 | 1866 | 1872 | 1876 | 1881 | 1886 | 1891 | 1896 |
| ---- | ---- | ---- | ---- | ---- | ---- | ---- | ---- | ---- |
| 564  | 540  | 554  | 538  | 521  | 513  | 504  | 510  | 498  |

| 1901 | 1906 | 1911 | 1921 | 1926 | 1931 | 1936 | 1946 | 1954 |
| ---- | ---- | ---- | ---- | ---- | ---- | ---- | ---- | ---- |
| 458  | 436  | 430  | 395  | 409  | 421  | 426  | 406  | 361  |

| 1962 | 1968 | 1975 | 1982 | 1990 | 1999 | 2006 | 2011 | 2016 |
| ---- | ---- | ---- | ---- | ---- | ---- | ---- | ---- | ---- |
| 308  | 302  | 294  | 252  | 291  | 277  | 305  | 289  | 297  |

| 2021 | 2022 | - | - | - | - | - | - | - |
| ---- | ---- | - | - | - | - | - | - | - |
| 290  | 286  | - | - | - | - | - | - | - |

### Manifestations culturelles et festivités

#### Union sportive de Pré-Saint-Évroult (USP)
"L'association a pour but la pratique du sport, du théâtre et toutes initiatives propres à la préparation morale et physique de la jeunesse".
C'est dans cet esprit qu'est créée en 1923, l'Union Sportive de Saint-Évroult (USSE), officiellement agréée le 27 septembre 1926. Matches de football et plus tard, mises en scène de "spectacles" (pièces "militaires", saynètes, sketches) constituent les activités principales, même si en 1928 une section "tir à la carabine" voit le jour !
En 1941, sous l'Occupation, l'USSE devient Union Sportive de Pré-Saint-Évroult (USP). Les statuts de l'association conservent le cadre initial des activités, mais fixent son affiliation à la fédération française de football association (FFFA), excluant "toute discussion ou manifestation présentant un caractère politique". Dans cette période trouble, l'activité théâtrale se poursuit et permet de recueillir des dons pour la confection de colis destinés aux prisonniers de guerre.
L'histoire de l'USP débute donc principalement sur un terrain de foot. Le club atteint dans les années 80 la "1ère division départementale", se mesurant aux grands clubs euréliens. En 1988, l'AS Pré-Sancheville (association des clubs de Pré-Saint-Évroult et de Sancheville) prend le relais dans les championnats, cette dernière fusionnant avec le CS Bonneval pour former l'Union Sportive de la vallée du Loir (USVL) à compter de la saison 2016-2017.
Le théâtre est resté une activité de tradition, s'inscrivant dans les gènes de l'USP depuis sa création. Sont montées sur les planches plusieurs générations d'acteurs et d'actrices, mais aussi des jeunes de l'école communale (danses ou chansons), des conteurs d'histoires et des chanteurs. Ainsi se perpétue depuis près de 90 ans, cette grande tradition du spectacle à Pré-Saint-Évroult les deux premiers week-ends de février.
Le répertoire comique est privilégié, la troupe ayant pour seule ambition de faire passer un agréable moment aux spectateurs et ce, pendant près de trois heures d'une soirée où se succèdent aussi chansons et histoires drôles. Toujours sous le signe de l'humour, des pièces connues ont été présentées telles Oscar, On dinera au lit, L'amour-foot, Cher Trésor, Tout bascule... et des auteurs renommés mis à l'honneur : Marc Camoletti, Robert Lamoureux, Francis Joffo, Olivier Lejeune, Vincent Durand...
Enfin, l'USP ce sont d'autres activités variées : une soirée choucroute en décembre et une brocante en mai ou juin, évènements qui complètent parfaitement le football et le théâtre !

## Culture locale et patrimoine

### Lieux et monuments
On y trouve une église du XVe siècle ayant été construite en l'honneur de saint Évroult. Une sorte de pèlerinage précédé d'une procession y était effectué régulièrement jusque dans les années 1980. De nos jours cela se retrouve sous la forme d'un trio de messes, célébrées le premier dimanche après l'Ascension.
À noter aussi : la croix de bois dite « croix aux épingles » située devant l'église, où jusqu'au début du XXe siècle un des us était de piquer une épingle ayant préalablement servi à en faire autant sur les boutons cutanés.
Le village s'est rendu propriétaire d'un four à chaux et y organise à certaines occasions des visites, avec explication de son fonctionnement et de son histoire.

Lieux et monuments
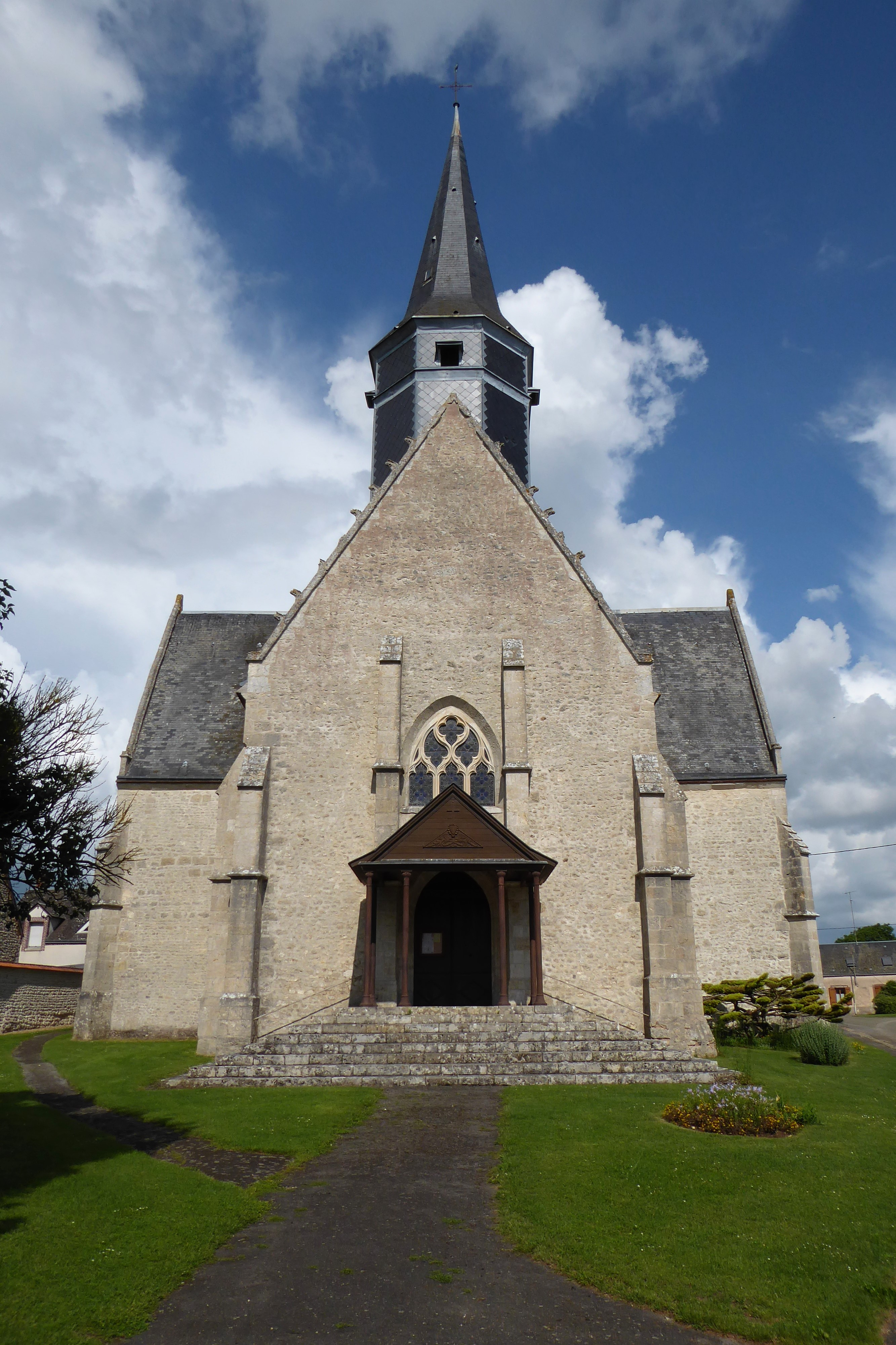
L'église Saint-Évroult.
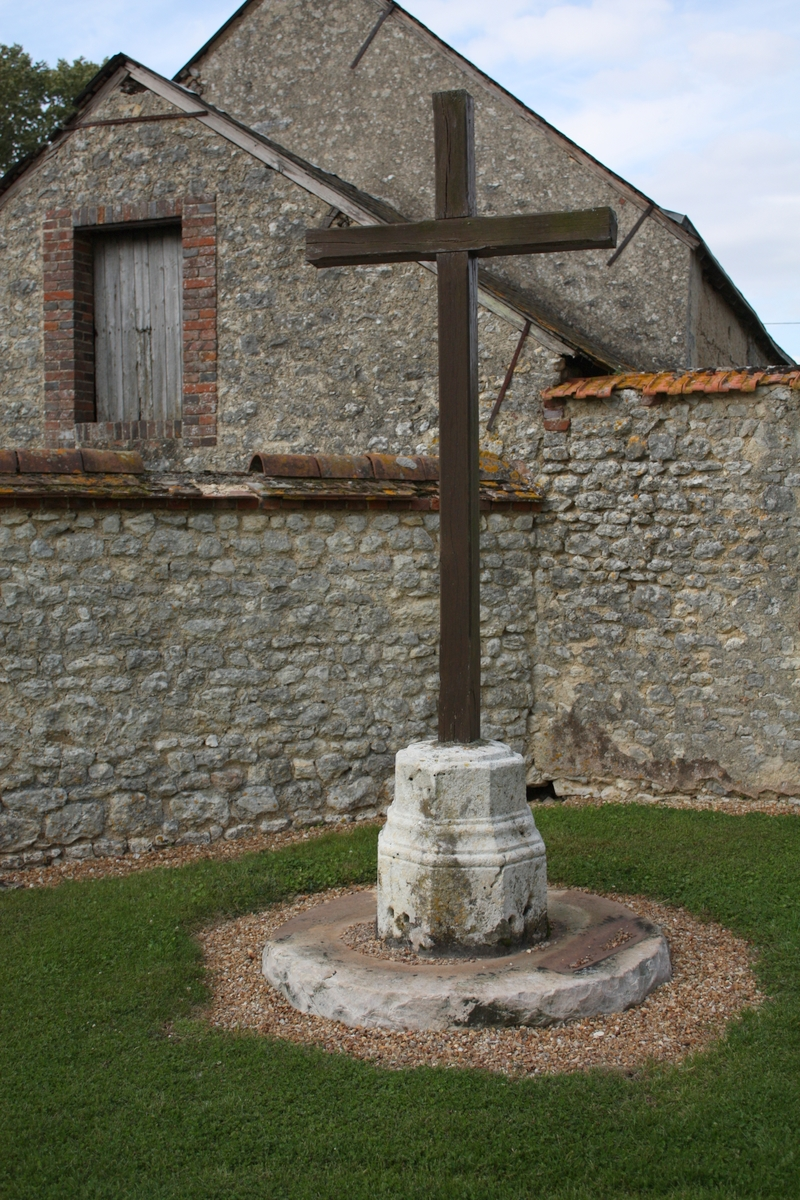
La croix aux épingles.
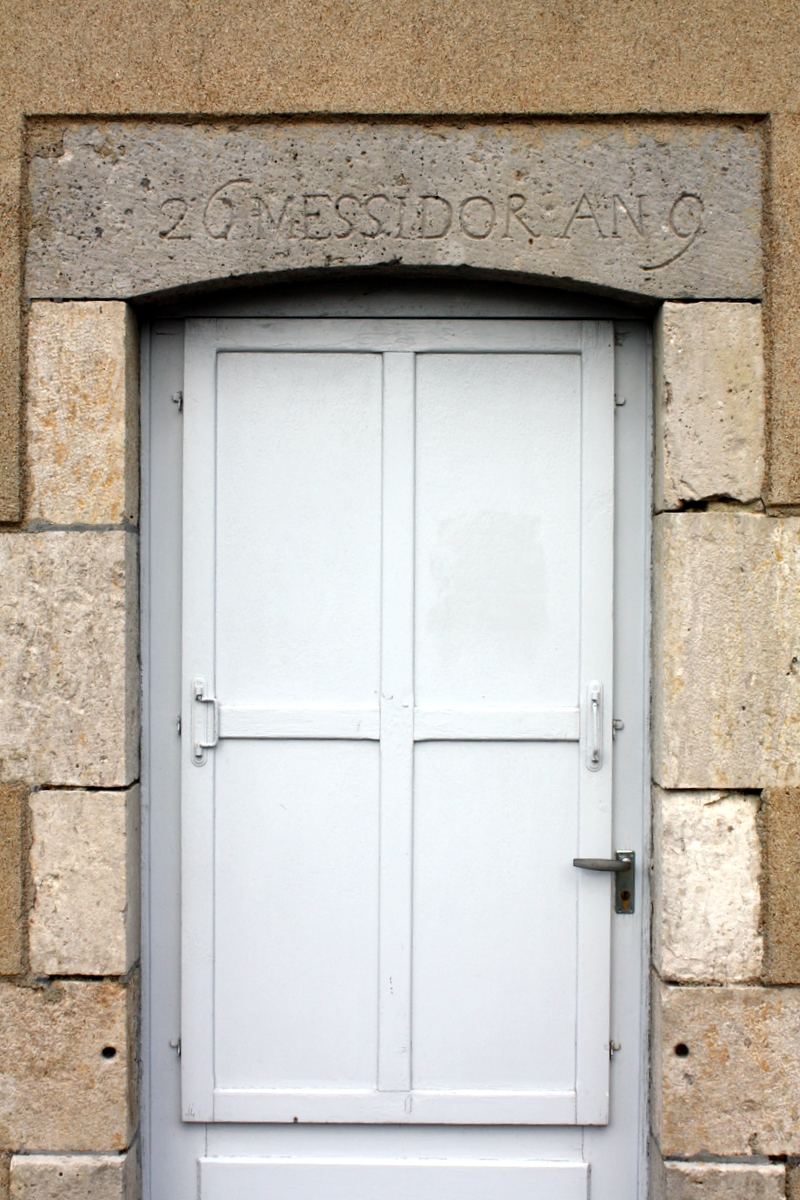
Salle Messidor, portant la date du 26 messidor an IX (15 juillet 1801).

### Personnalités liées à la commune
La commune est le lieu de naissance de :
- Théophile Ferron (1830 - 1894), général et ministre français dont une rue porte le nom ;
- Jacques Berland (1918 - 1999), artiste peintre ;
- Patrice Neveu (né en 1954), ancien footballeur devenu entraîneur.

## Héraldique
| Blason à dessiner | Blason  | D'or à deux bandes de gueules, chargées chacune de quatre coquilles [?] d'argent posées à plomb. |
| Blason à dessiner | Détails | Le statut officiel du blason reste à déterminer.                                                 |